# Peraiyur
Peraiyur är en ort i Indien.   Den ligger i distriktet Madurai och delstaten Tamil Nadu, i den södra delen av landet, 2 100 km söder om huvudstaden New Delhi. Peraiyur ligger 173 meter över havet och antalet invånare är 9 244.
Terrängen runt Peraiyur är huvudsakligen platt, men västerut är den kuperad. Runt Peraiyur är det tätbefolkat, med 383 invånare per kvadratkilometer. Närmaste större samhälle är Watrap, 19,8 km sydväst om Peraiyur. Trakten runt Peraiyur består till största delen av jordbruksmark.